# Terry Hennessey
Terry Hennessey (Llay, Gales, 1 de septiembre de 1942–8 de agosto de 2025) fue un jugador y entrenador de fútbol galés que jugó en la posición de defensa. Era el primo del también futbolista Wayne Hennessey.

## Carrera

### Club
| Periodo   | Club                 | Apariciones | Goles |
| --------- | -------------------- | ----------- | ----- |
| 1959–1965 | Birmingham City FC   | 178         | 3     |
| 1965–1970 | Nottingham Forest FC | 159         | 5     |
| 1970–1973 | Derby County FC      | 63          | 4     |
| 1973      | Tamworth FC          | 0           | 0     |

### Selección nacional
Jugó para Gales en 39 ocasiones de 1962 a 1972.

### Entrenador
| Periodo   | Club                     |
| --------- | ------------------------ |
| 1974–1978 | Tamworth FC              |
| 1978      | Tulsa Roughnecks         |
| 1978–1980 | Shepshed Charterhouse FC |
| 1981–1983 | Tulsa Roughnecks         |
| 1986–1987 | Melbourne Croatia        |
| 1987–1988 | SG Heidelberg-Kirchheim  |

## Logros

### Jugador
- Football League Cup (1): 1962/63.[6]
- Football League First Division (1): 1971/72.[7]

### Entrenador
- Soccer Bowl (1): 1983.[8]